# Metallischer Werkstoff
Als metallische Werkstoffe werden die technisch verwendeten Metalle und Legierungen bezeichnet. Die Herstellung und Verarbeitung metallischer Werkstoffe ist Gegenstand der Metallurgie, ihre wissenschaftliche Beschreibung der Metallkunde. Ein metallischer Werkstoff entsteht durch das Zusammenspiel seiner chemischen Zusammensetzung mit der angewandten Prozessroute, insbesondere der thermomechanischen Behandlung.

## Einteilung
Metallische Werkstoffe werden nach ihrem Basismetall, ihren Eigenschaften oder dem Verwendungszweck unterteilt:
- Eisenwerkstoffe: sie bestehen überwiegend aus Eisen und enthalten immer zusätzlich Kohlenstoff. Nach ihrer Masse (Gewicht) machen sie über 90 % aller Metallwerkstoffe aus.[1]
  - Stahl (unter 2 % Kohlenstoff, schmiedbar) und Schmiedeeisen
  - Gusseisen (über 2 % Kohlenstoff, nicht schmiedbar, aber gießbar)
- Nichteisenmetalle (NE-Metalle). Die wichtigsten Vertreter sind Legierungen auf Basis von Kupfer (Bronze, Messing) und Aluminium. Bedeutung haben noch Magnesium, Titan und Nickel. Die weitere Einteilung ist uneinheitlich.
- Hartmetalle sind weder reine Metalle noch Legierungen, sondern Metallmatrix-Verbundwerkstoffe, bei denen Hartstoffe in eine Grundstruktur aus Metall eingebettet werden.
- Weichmetalle sind in der Werkstoffwissenschaft nicht eindeutig definiert. Oft werden sämtliche Metalle darunter gezählt, die weicher sind als Eisen, z. B. Aluminium, Blei, Gold, Indium, Kupfer, Platin, Silber, Zink und Zinn. Da wenige Metalle härter sind als Stahl, entspricht dies annähernd der Gruppe der Nichteisenmetalle.